# Dereje Mekonnen
Dereje Mekonnen (* 1962; † zwischen dem 20. und 25. November 2011) war ein äthiopischer Musiker (Piano, Keyboard), Arrangeur und Komponist.

## Leben und Wirken
Dereje Mekonnen begann seine Karriere Anfang der 1980er Jahre als Keyboarder in der Ibex Band, die den R&B-Sänger Mahmoud Ahmed auf drei Alben begleitete. Er gründete dann die Formation Dallol, eine Reggae-Band, mit der er in Chicago konzertierte und Ziggy Marley auf dessen Alben Conscious Party (1988) und One Bright Day (1989) begleitete, die mit dem Grammy ausgezeichnet wurden. Nach zahlreichen Tourneen mit Ziggy Marley and the Melody Makers gründete er um 1991 die Band Gizzae, mit der er vorwiegend in Chicago und im Mittleren Westen der USA auftrat. Er arbeitete außerdem mit äthiopischen Musikern wie Tilahun Gessesse und Ephrem Tamiru; er produzierte auch das erste Album von Ejigayehu Shibabaw, One Ethiopia (1998). Er starb im Alter von 49 Jahren.

## Diskographische Hinweise
- Mahmoud Ahmed – Éthiopiques 7: Erè Mèla Mèla (Buda Musique, 1999)
- Ejigayehu Shibabaw – Gigi (Palm Pictures, 2001) mit Bill Laswell, Henry Threadgill, Pharoah Sanders, Wayne Shorter, Art Baron